# Kalifat
 Der er for få eller ingen kildehenvisninger i denne artikel, hvilket er et problem. Du kan hjælpe ved at angive troværdige kilder til de påstande, som fremføres i artiklen.

Et kalifat er en monarkisk regeringsform (oprindeligt valgfri, senere absolut) med oprindelse i det 7. århundredes Arabien, hvis politiske identitet er baseret på kravet om at efterfølge Muhammeds islamiske stat og identifikationen af en monark kaldet en kalif som dens arving og efterfølger. Kaliftitlen, der svarer til titler som konge, zar eller khan i andre dele af verden, gav anledning til talrige borgerkrige, sekteriske konflikter og parallelle regionale kalifater.
Indenfor Sunnisme bør han vælges af kalifatets indbyggere eller deres repræsentanter,[kilde mangler] og ifølge Shiisme bør han vælges blandt imamer tilhørende Muhammeds efterkommere af Ahlul Bayt.
Kaliffen udøver sin magt gennem fire funktioner, som ofte holdes adskilt i den vestlige verden:
1. Åndelig leder af muslimerne, som retleder muslimer i alle nye forhold
2. Religiøs leder af muslimerne, som håndhæver af Sharia
3. Politisk leder af muslimerne, som står i kontakt med andre stater, og som leder regeringen
4. Militær leder af muslimerne, som beordrer og leder militære tiltag og først og fremmest dem, som drejer sig om konflikter mellem dar al-Islam og dar al-Harb.

Det islamiske kalifat system er et af de få kendte systemer, der forener disse fire magtområder. Muhammeds lære bygger på en teokratisk model: han var både leder af en religiøs bevægelse og politisk og militær hersker over det område, der efterlevede hans trossætninger. Kalifatet var ikke blot et samlingspunkt for de troende, men også et suverænitetsområde.
Kalifatet nævnes ikke i Koranen, hvorfor en del muslimer helt ser bort fra det.[kilde mangler]

## Betydning
Navnet Kalifat kommer fra det arabiske khalifat rasul allah ( خليفة رسول الله ). som oversat betyder Efterfølger for Guds udsendte. Khalīfa kommer af verbet khalafa = "at efterfølge" eller "at komme bagefter".

## Historie

### Oversigt
| De fire retledte kaliffer iflg. sunni: | 632-661    | Abu Bakr (632-634) Umar ibn al-Khattab (634-644) Uthman ibn Affan (644-656) Ali ibn Abi Talib (656-661) Syrien, Mesopotamien, Persien og Egypten erobres |
| Umayyader                              | 661-750    | Det første kalifat hovedstad Damaskus Kalif Muawiya 1. (661-680) Nordafrika, Spanien og Turkestan erobres                                                |
| Abbasider                              | 750- 1258  | Hovedstad Bagdad (Samarra 836- 892) |
| Umayyader i Al-Andalus                 | 929-1031   | Córdoba-kalifatet |
| Samanider                              | 819-1005   | Turkestan og det østlige Iran, viktige centre i Bukhara, senere hovedstad, Nishapur, Samarkand, al-Shash og Herat                                        |
| Tulunider                              | 868-905    | Egypten, Hovedstad Fustat |
| Buyider                                | 932- 1062  | Irak og Iran (dynasti fra Sortehavsområdet) kontrol over Bagdad til 1055                                                                                 |
| Ghaznavider                            | 962- 1186  | Det nordlige Indien og Afghanistan, Hovedstad Ghazna |
| Fatimider                              | 909-1171   | Egypten, Hovedstad Kairo (først Mahdia) kontrol over Nordafrika, Sicilien og Syrien                                                                      |
| Seldsjukker                            | 1038-1256  | Hovedstad Isfahan |
| Seldsjukker i Anatolien                | 1077- 1307 | Hovedstad Konya |
| Almoravider og Almohader               | 1061-1269  | Nordafrika og Spanien, residensby Sevilla og Marrakesh                                                                                                   |
| Ayyubider                              | 1174- 1250 | Egypten og Syrien, Hovedstad Kairo. Jerusalem erobres af Saladin 1187                                                                                    |
| Ilkhaner – Mongoler                    | 1256-1336  | Irak, Iran og Turkestan, Hovedstad Tabriz, Maragha og Sultanijjah                                                                                        |
| Nasrider                               | 1232-1492  | Spanien, Hovedstad Granada |
| Mamelukker                             | 1250-1517  | Egypten og Syrien, Hovedstad Kairo |
| Osmanner                               | 1300-1924  | Lille Asien, det sydøstlige Europa, det sydlige Rusland, Mellemøsten, Egypten 1517-1805 og Nordafrika, Hovedstad Bursa fra 1326, Istanbul fra 1453       |
| Timurider                              | 1370-1506  | Turkestan og Iran, Hovedstad Samarkand (senere Herat) |
| Safavider                              | 1501-1736  | Iran, hovedstæder Tabriz, Qazvin og Isfahan |
| Moguler                                | 1526-1858  | Indien og Afghanistan, Hovedstad Agra, fra 1628 Delhi |
| Qajarer                                | 1779-1924  | Iran, Hovedstad Teheran |

### Første fase: De fire retledede kaliffer (632-661)
Muhammed havde ikke fastsat regler for arvefølgen og heller ikke udpeget nogen efterfølger. Efter hans død i 632 mødtes de muslimske ledere. Nogle af dem var af den opfattelse, at Muhammed havde udvalgt sin fætter og svigersøn, Ali ibn Abi Talib, som efterfølger. De fleste muslimer var ikke overbevist om det, og de fastlagde de første retningslinjer for arvefølgen. Ifølge dem skulle Muhammeds efterfølger være en araber fra Muhammeds stamme. Han skulle være ansvarlig for, at reglerne i Islam blev overholdt og skulle også sørge for, at udbredelsen af læren skete med alle midler, herunder krig. Flertallet af de muslimske ledere valgte Abu Bakr, som var far til Muhammeds yndlingshustru Aisha til Muhammeds efterfølger. Han tog titlen khalifat rasul Allah, og det blev kalifatets begyndelse. Kort før sin død foreslog han sin fortrolige Umar som sin efterfølger.
I 634 blev Umar valgt som den anden kalif. I hans regeringstid udstraktes det islamiske magtområde til Egypten, Syrien, Irak og dele af Mesopotamien. Han var også sejrherre i de fleste af slagene med perserne. Umar blev stukket med kniv bagfra under en morgenbøn, og døde af sine kvæstelser nogle dage senere. Umar ville ikke udtale sig om hvem der skulle være den næste kalif, da det var op til folket at vælge den tredje kalif. 
I 644 blev én af Muhammeds svigersønner, Uthman, efter Umars død valgt som den tredje kalif. Han fortsatte sin forgængers ekspansion, men med tiden fik han fjender mellem muslimerne i de erobrede områder og frem for alt blandt deres ledere, som bebrejdede ham, at han foretrak muslimer fra Mekka, hans hjemby. I 656 blev han myrdet af muslimer fra Irak og Egypten.
I 656 blev Ali valgt som d.4 retledende Kalif, og tilhængere af den myrdede Othman nægtede Mu'awiya, som kom af Umayyadernes stamme, Alis lydighed og erklærede ham krig. I 657 blev de enige om at forhandle efter en lang og uafgjort krig. Men i 660 oprettede Mu'awiya et mod-kalifat i Damaskus. Dermed var ummah delt for første gang.
Dette opfattede kharidjiterne som blasfemisk. De stod for to samtidige mordforsøg på Ali og Muawiyah i 661, men det lykkedes dem kun at myrde Ali. Alis søn og barnebarn til Profeten Mohammed Hasan, var kun som fungerende kalif i 6 måneder, eftersom der var alt for mange uroligheder, gav han afkald på sit post, og Muawiyah indledte Umayyade-kaliffernes epoke.  

### Anden fase: Umayyade-kalifatet (661-750)
Umayyaderne blev navnet på et dynasti af kaliffer, der var overhoveder for det sunnitter. Men Alis parti godtog ham ikke som kalif, og det kom til et skisma mellem sunnitterne og shiitterne. Alis Parti trak sig tilbage til det sydlige Irak, mens ummayyade-kalifatet flyttede kalifatets hovedstad fra Medina til Damaskus.
Muawiyah afskaffede også valget af kaliffer og gjorde værdigheden arvelig, efter at han havde erklæret sin søn, Yazid, som efterfølger. Ældsterådet skulle nu kun komme med en formel godkendelse af den nye kalif. Yazid måtte kæmpe mod oprørere straks efter sin tiltrædelse, og Husayn, den anden søn af Ali og Mohammeds barnebarn, udnyttede situationen og gik i krig mod Yazid. Han blev standset og dræbt efter slaget ved Kerbela. Det beseglede den endegyldige adskillelse mellem shiitter og sunnier. 
Drabet på Profeten Mohammeds barnebarn Husayn, sat et eftertryk på Profeten Mohammeds stamtræ, og Yazid I, søn af Muawiyah blev derefter den uretmæssige kalif. Både shiitterne og sunnitterne anser Husayn, som den heltemodige kæmper. Yazid I døde den 12. november 683 i Huwwarin, mellem 35 og 39 år. Hans søn Muawiya II, som han havde nomineret, blev kalif. Hans kontrol var imidlertid begrænset til kun nogle dele af Syrien, og han døde efter et par måneder af en ukendt sygdom. Nogle tidlige kilder siger, at Muawiya II abdicerede før sin død. 
Umayyaderne udvidede  riget, og de nåede mod øst helt til Kinas og Indiens grænser, mens de mod vest underlagde sig Nordafrika, Spanien og Sicilien. Da de forsøgte at erobre Frankerriget, blev de standset i 732 af Karl Martell ved Poitiers. De blev trængt tilbage til Spanien, og de følgende kampe drejede sig kun om magten over bjergpassene (se Rolandskvadet med sagnet om Holger Danske).
Efter 718 havde shiitterne sammen med persiske og andre nationale muslimske grupper samlet sig om abbasiderne. De var efterkommere af Profeten Mohammeds onkel Abbas, som bekæmpede kalifatet og i 747 indledte en opstand med et stort antal tilhængere. Ca. 750 havde de erobret riget og dræbt næsten alle ummayyaderne. Kun én lykkedes det at flygte til Spanien. Med Abu al-Abbas begyndte abbasidekalifatet.

### Tredje fase: Abbasidekalifatet (750-1258)
Flytningen af kalifatet til Bagdad indledte Medinas nedgang som den islamiske tros højborg. Samtidig blev Bagdad specielt under Harun al-Rashid, som var kalif fra 786 til 809, til den by, der er kendt fra eventyrsamlingen Tusind og en Nat: den strålede af pragt og rigdom, og den var et centrum for både åndsvidenskaber og naturvidenskaber. Overholdelsen af de religiøse forskrifter blev overvåget i en helt anden grad end under Ummayaderne, og kalifatet nåede i det 9. århundrede sin største blomstringstid. Men ekspansionen og bureaukratiet krævede sin pris, og kalifferne overgav mere og mere politisk magt til vesirer (statsministre) og embedsmænd på mellemniveauet.
Fra begyndelsen af det 10. århundrede blev der flere opstande. I Nordafrika og Spanien blev der grundlagt uafhængige kalifater, og i midten af århundredet var kaliffen kun formelt hersker, mens den virkelige magt lå hos skiftende militære og statsministre. Det var kun bevarelsen af troen, som var deres område. i 1258 brød Bagdadkalifatet sammen, da Djengis Khans mongoler erobrede byen. Det lykkedes enkelte abbasider at flygte til Egypten, og i 1261 blev en af dem anerkendt som kalif af den egyptiske sultan i Kairo. Hans magt var kun åndelig og mest i teorien. Efter kort tid var kalifatet en indholdsløs titel, som overførtes til osmannerne i 1517.

#### Fatimide-kalifatetog de spanskeumayyader
Fatimiderne, der var efterkommere efter Ali og hans hustru Fatima deraf navnet, Muhammeds yndlingsdatter, grundlagde deres eget kalifat i 909. Det havde hele Maghreb (Nordafrika) som magtområde og strakte sig fra Algeriet til Egypten, Syrien og Sicilien. Hovedstaden var Kairo, og dynastiet blev styrtet af den egyptiske sultan Saladin i 1171.
Den sidste umayyade, som overlevede massemordet på familien mellem 747 og 750, nåede til Spanien. I 756 oprettede han et emirat med hovedstad i Córdoba. I 929 omdannede hans efterkommer Abd al-Rahman 3. det til et kalifat.. Fatimiderne protesterede, men kunne intet gøre, og kalifatet fortsatte indtil det faldt fra hinanden til småriger i 1031. Hverken Fatimidekalifatet eller det spanske Umayadekalifat opnåede nogensinde fuld anerkendelse fra alle sunnitter.

### Fjerde fase: Osmannernes kalifat (1517-1924)
Fra det 13. århundrede gjorde muslimske herskere igen og igen krav på titlen som kalif. I året 1517 lykkedes det  den osmanniske sultan at oprette det osmanniske kalifat. Da flere og flere kristne trængte ind i de muslimske områder, henviste sultanerne i det 19. århundrede til deres titel som åndeligt overhoved for at skaffe sig støtte fra muslimer uden for deres eget magtområde. Under 1. Verdenskrig oplevede Osmannerne at de mistede støtten fra de arabiske ledere, som i stedet var gået sammen med briterne. Flere års kamp fulgte hvilket til sidst endte med at den sidste osmanniske sultan og kalif, Muhammed VI blev afsat d. 1. november 1922. Den 19. november 1922 valgte den tyrkiske nationalforsamling den afsatte sultans fætter, Abd-ul-Medshid II som ny kalif, men nu i en meget mere begrænset udgave af kalif-embedet end tidligere. Den 3. marts 1924 blev Abd-ul-Medshid dog afsat som kalif, og han og hele hans familie blev udvist af Tyrkiet, som den nye republik, der havde afløst Osmannerriget, var kommet til at hedde.

### Kalifatet efter 1924
Kong Hussein ibn Ali af Hijaz antog i marts 1924, den ledige titel som kalif, men opnåede ikke videre anerkendelse som sådan i den arabiske verden (dog støttede den i 1922 afsatte osmanniske sultan og kalif, Muhammed VI, Hussein bin Alis antagelse af titlen som kalif). Han kunne henvise til, at han nedstammede fra profetens oldefar, Hashim, og desuden var han konge over Mekka og Medina, de to hellige byer. I december 1925 blev Hijaz dog indtaget af styrker loyale overfor Ibn Saud, og det selvudråbte kalifat ophørte dermed de facto at eksistere
I 1926 skulle en ny kalif vælges på en muslimsk kongres i Kairo, men det mislykkedes. Siden har der ikke været alvorlige fælles anstrengelser for at genoplive kalifatet. Idéen om kalifatet har dog stadig en enorm symbolværdi i den muslimske verden.

### Nutiden
I vores tid er der bevægelser i mange lande for at genrejse kalifatet i den moderne muslimske verden. Blandt disse er organisationerne Hizb ut-Tahrir og Azmat-e-Islami. I sommeren 2003 var der et fejlslagent kup i Egypten, hvor nogle topchefer i hæren forsøgte at aflægge troskabsed til kalifatet, men efterretningstjenesten opdagede truslen. Formålet med kupforsøget var at skabe et kalifat, der kunne omfatte hele den muslimske verden fra Marokko til Indonesien, ikke bare som en sammenslutning af stater, men en sammensmeltning af alle de 53 muslimske lande med én hær, én møntfod, én religion og ét broderskab.
Den internationale terroristgruppe Al-Qaida har tilsvarende planer om at oprette kalifatet og styrte regeringer i Mellemøsten med hjælp fra regeringer, der støtter tanken. Målet er at skabe et wahabikalifat over hele den muslimske verden.
Jemaah Islamiahs leder, Rahman Ismauddin, også kendt som Hambali, ønskede at skabe et kalifat i Sydøstasien. Det ville omfatte Indonesien, Malaysia, Singapore, Filippinerne, Brunei, Cambodia og Thailand.
I 2014 valgte bevægelsen Islamisk Stat at udråbe et nyt kalifat. Udråbelsen fandt sted d. 29. juni 2014 på den første dag i ramadanen, og som ny kalif blev udset bevægelsens leder, herefter kendt som Kalif Ibrahim. Ingen andre nationer har indtil videre anerkendt det nye kalifat, der ved sin oprettelse kontrollerede større dele af Syrien og Irak.

## Berømte kaliffer

### De fire retledte kaliffer
1. Abu Bakr
2. Umar ibn al-Khattab
3. Uthman ibn Affan
4. Ali

### Andre kaliffer
- Abd-ar-rahman IV
- Abd-ar-rahman V
- Abd Allah ibn Zubayr
- Harun al-Rashid, hovedperson i Tusind og en Nat
- Omar bin Abd al-Aziz

## Fodnoter
1. ↑  Simonsen, Jørgen Bæk (2. februar 2009). "det spanske kalifat". Den Store Danske (lex.dk online udgave). Hentet 2. august 2010.